# San Vicente, Chile
San Vicente är en ort i Chile.   Den ligger i provinsen Provincia de Cachapoal och regionen Región de O'Higgins, i den södra delen av landet, 120 km söder om huvudstaden Santiago de Chile. San Vicente ligger 210 meter över havet och antalet invånare är 22 572.
Terrängen runt San Vicente är huvudsakligen kuperad, men den allra närmaste omgivningen är platt. San Vicente är det största samhället i trakten. 
Runt San Vicente är det i huvudsak tätbebyggt. Runt San Vicente är det ganska tätbefolkat, med 116 invånare per kvadratkilometer.